# Łukasz Maurycy Stanaszek
Łukasz Maurycy Stanaszek (ur. 27 maja 1976 w Otwocku) – polski antropolog i archeolog, kustosz dyplomowany, kierownik Pracowni Antropologicznej w Państwowym Muzeum Archeologicznym w Warszawie, popularyzator nauki, badacz i odkrywca Urzecza (gwar. Łurzyce), podwarszawskiego mikroregionu etnograficznego.

## Działalność
Pracę magisterską o wczesnośredniowiecznych pochówkach antywampirycznych napisał pod kierunkiem profesora Andrzeja Wiercińskiego. W 2005 roku na Wydziale Historycznym UW obronił rozprawę doktorską na temat możliwości poznawczych antropologii w badaniach nad etnogenezą Słowian w kontekście aktualnych osiągnięć archeologii, historii, językoznawstwa i genetyki (promotor: Andrzej Wierciński/Karol Piasecki, recenzenci: Wanda Kozak-Zychman, Serhij Segeda i Jerzy Okulicz-Kozaryn). W roku 2018 Rada Naukowa Wydziału Historycznego UW odrzuciła jego wniosek o nadanie stopnia naukowego doktora habilitowanego w dyscyplinie etnologia.
Stanaszek zajmuje się przemianami osadniczymi i kulturowymi w Dolinie Środkowej Wisły oraz związaną z tym reaktywacją Urzecza. Ponadto bada szeroko rozumiany obrządek pogrzebowy populacji pradziejowych (głównie Słowian), w tym zagadnienie średniowiecznego wampiryzmu. Jest autorem ponad stu prac naukowych i popularnonaukowych, m.in. monografii nadwiślańskiego Urzecza, nagrodzonej w VII edycji konkursu „Mazowieckie Zdarzenia Muzealne – Wierzba” pierwszym miejscem w kategorii „najciekawsze wydawnictwo muzealne 2012 roku”. Współautor zeszytu „Strój wilanowski z nadwiślańskiego Urzecza” w serii Atlas Polskich Strojów Ludowych. Kolejna książka Stanaszka, „Wampiry w średniowiecznej Polsce“, jest pierwszym syntetycznym ujęciem zjawiska wampiryzmu na naszych ziemiach. Od 2016 członek Rady Naukowej Muzeum Wsi Mazowieckiej w Sierpcu, zaś od 2021 wiceprzewodniczący tej Rady.

## Publikacje monograficzne
- Na Łużycu. W zapomnianym regionie etnograficznym nad Wisłą. Towarzystwo Opieki nad Zabytkami Oddział w Czersku, Państwowe Muzeum Archeologiczne w Warszawie, Warszawa-Czersk 2012[19],
- Nadwiślańskie Urzecze. Podwarszawski mikroregion etnograficzny. Towarzystwo Opieki nad Zabytkami Oddział w Czersku, Państwowe Muzeum Archeologiczne w Warszawie, Warszawa-Czersk 2014[20],
- [wspólnie z E. Piskorz-Branekova] Strój wilanowski z nadwiślańskiego Urzecza, red. A. Mironiuk-Nikolska, seria: „Atlas Polskich Strojów Ludowych”, t. 45, cz. IV Mazowsze i Sieradzkie, z. 11, Wrocław: Polskie Towarzystwo Ludoznawcze 2015[21],
- Wampiry w średniowiecznej Polsce, Warszawa: Narodowe Centrum Kultury 2016[22],
- Dzieje wsi Jatne 1599-2022, Jatne: Urząd Gminy Celestynów, Stowarzyszenie "Jatne to My" 2022[23],
- Między Polesiem a Urzeczem. Kultura ludowa na obszarze działania LGD Natura i Kultura, Wiązowna 2024[24].

## Nagrody i odznaczenia
- Złota Odznaka „Za opiekę nad zabytkami” (MKiDN)[25]
- Odznaka honorowa „Za Zasługi dla TMGKiCz” (Towarzystwo Miłośników Góry Kalwarii i Czerska)[26]
- Tytuł honorowy „Zasłużony dla Góry Kalwarii”[27]
- Odznaka honorowa „Zasłużony dla Kultury Polskiej” (MKiDN)[28]
- Wyróżnienie honorowe „Skrzydła Konstancina”[29]
- Nagroda Jubileuszowa „za wieloletnie badania naukowe nad mikroregionem Urzecze” z okazji 120-lecia powstania Konstancina i 100-lecia uzdrowiska Konstancin[30]
- Nagroda Powiatu Piaseczyńskiego „Za zaangażowanie w odkrywanie Wisły w 2017 - Roku Rzeki Wisły”[31]
- Medal Pamiątkowy 20-lecia Stowarzyszenia Muzealników Polskich Oddział Mazowiecki (SMP OM) za promowanie w świecie historii i kultury Urzecza[32]
- Nagroda Marszałka Województwa Mazowieckiego, XXI edycja konkursu (2020)[33][34]
- Nagroda "Zasłużony dla kultury w Gminie Karczew" (2022)[35]